# Willem Coucheron
Willem Coucheron (Nederland, geboortejaar onbekend - Bergenhus, 20 juni 1689) was een Nederlander die als ingenieur in dienst trad van het leger van het koninkrijk Denemarken en Noorwegen.
Coucheron werd in het begin van de 17e eeuw in Nederland geboren uit een van oorsprong Frans adellijk geslacht. Coucheron verhuisde in juni 1657 met zijn gezin naar Noorwegen. Hij ging werken voor het leger, eerst in Fredrikstad en vervolgens in andere plaatsen in Noorwegen en Denemarken. Nederland en Denemarken waren in die tijd bondgenoten, met Zweden als gemeenschappelijke vijand. Ook een van zijn zoons, Anthony Coucheron, werd ingenieur en officier in het Deens-Noorse leger.
In 1684-1685 had Coucheron samen met zijn zoon de leiding van de bouw van de zeevesting op het eilandje Christiansø ten oosten van Bornholm.
Coucherons laatste functie was dat hij vanaf 1680 commandant was van Bergenhus, de vesting in Bergen in het westen van Noorwegen. Daar overleed hij in 1689.